# Warren County (Kentucky)
Warren County ist ein County im US-Bundesstaat Kentucky der Vereinigten Staaten. Der Verwaltungssitz (County Seat) ist Bowling Green. Das U.S. Census Bureau hat bei der Volkszählung 2020 eine Einwohnerzahl von 134.554 ermittelt.

## Geographie
Das County liegt im Südwesten von Kentucky, ist im Süden etwa 25 km von dem Bundesstaat Tennessee entfernt und hat eine Fläche von 1419 Quadratkilometern, wovon sechs Quadratkilometer Wasserfläche sind. Es grenzt im Uhrzeigersinn an folgende Countys: Butler County, Edmonson County, Barren County, Allen County, Simpson County und Logan County.

## Geschichte

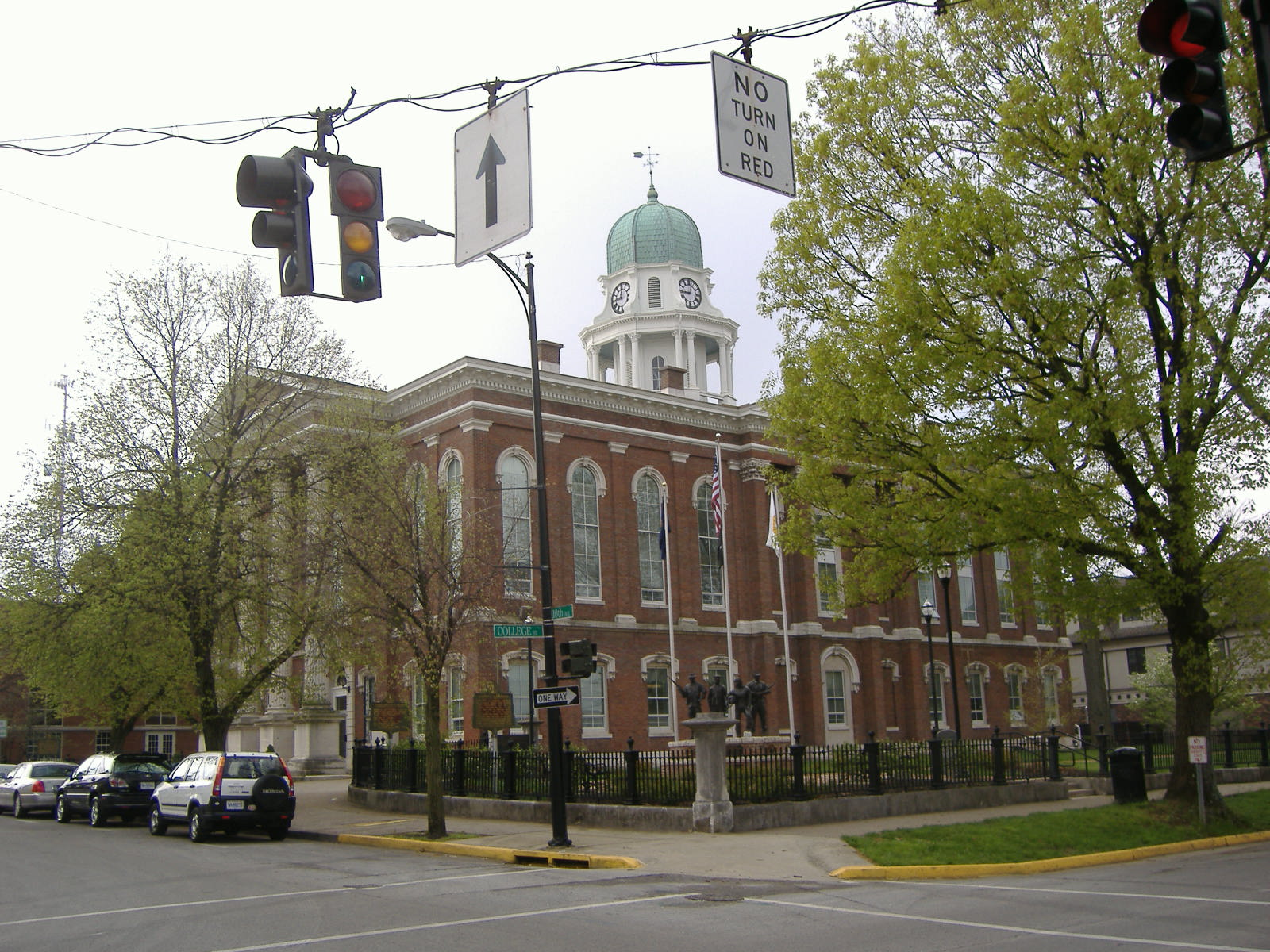
Das ehemalige Warren County Courthouse

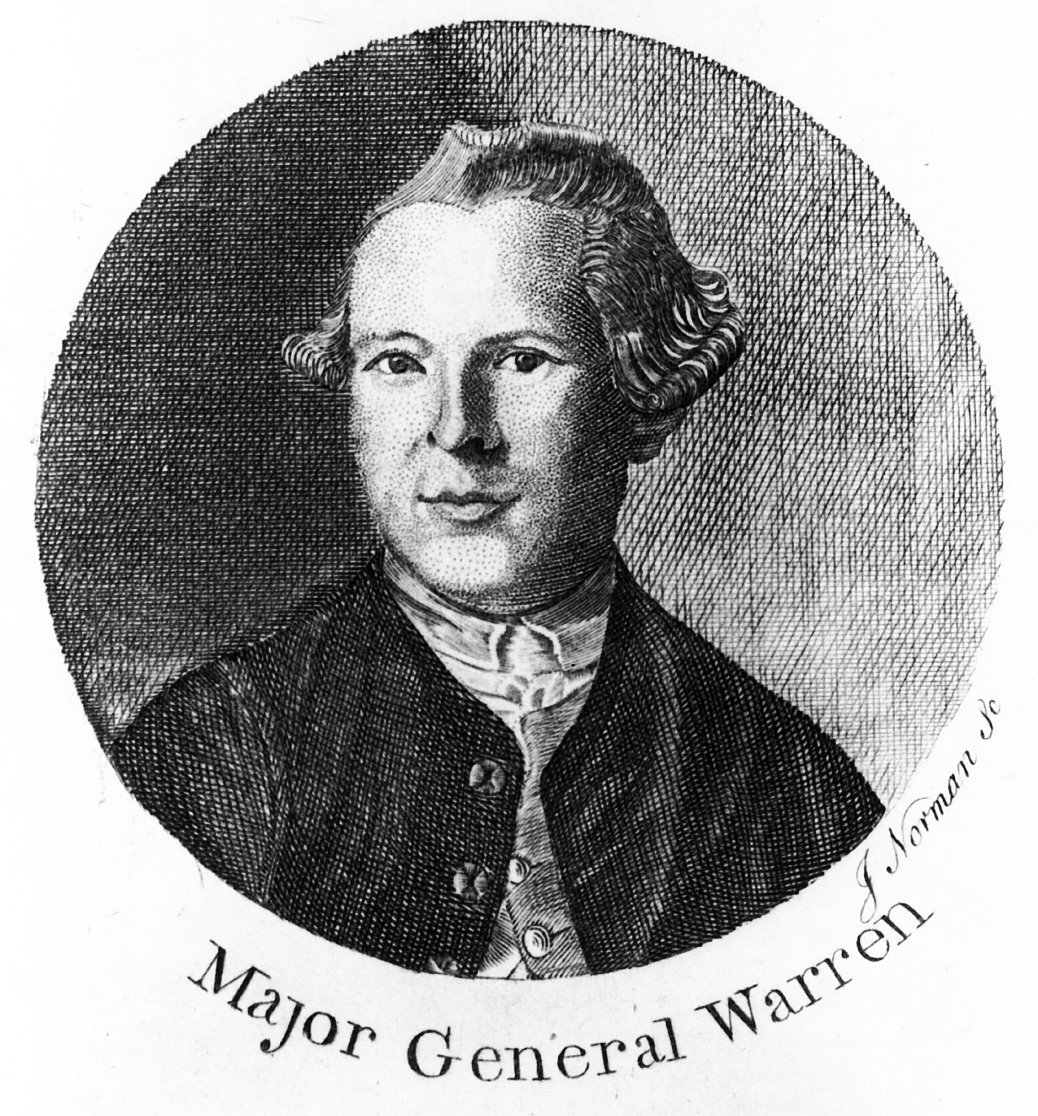
Joseph Warren

Warren County wurde am 14. Dezember 1796 aus Teilen des Logan County gebildet. Benannt wurde es nach General Joseph Warren, der bei der Schlacht von Bunker Hill gefallen ist.

### Historische Objekte
An der Western Kentucky University:
- In Bowling Green befindet sich das historische Health Buildings-Gymnasium (auch bekannt als Helm Library). Das Gebäude befindet sich am Normal Drive, im Campus der Western Kentucky University. Das 1930 errichtete Schulgebäude wurde am 18. Dezember 1979 vom National Register of Historic Places als historisches Denkmal mit der Nummer 79001034 aufgenommen.[6]
- Ebenfalls am Campus findet man das historische Kentucky Building (NRHP-ID 79001038). Es wurde um 1930 gebaut und befindet sich an der Russellville Road. Architekt war Brinton B. Davis.[6]
- Die Van Meter Hall befindet sich an der 15th Street, und wurde 1979 zum nationalen Denkmal erklärt (NRHP-ID 79001042).

Sonstige:
- In Smiths Grove, steht das historisch relevante Thomas Allen House. Das Gebäude steht an der State Route 31W. Das um 1860 errichtete Haus wurde vom Architekten Harrison Barner entworfen und am 18. Dezember 1979 vom National Register of Historic Places als historisches Monument mit der Nummer 79003542 aufgenommen.[6]
- Der Smiths Grove District befindet sich zwischen der First Street und Main Street, gelistet im NRHP Nr. 79003512[7]

Insgesamt sind 101 Bauwerke und Stätten des Countys im National Register of Historic Places eingetragen (Stand 21. Oktober 2017).

## Demografische Daten
Nach der Volkszählung im Jahr 2000 lebten im Warren County 92.522 Menschen. Davon wohnten 5.559 Personen in Sammelunterkünften, die anderen Einwohner lebten in 35.365 Haushalten und 23.411 Familien. Die Bevölkerungsdichte betrug 66 Einwohner pro Quadratkilometer. Ethnisch betrachtet setzte sich die Bevölkerung zusammen aus 86,98 Prozent Weißen, 8,58 Prozent Afroamerikanern, 0,24 Prozent amerikanischen Ureinwohnern, 1,35 Prozent Asiaten, 0,08 Prozent Bewohnern aus dem pazifischen Inselraum und 1,33 Prozent aus anderen ethnischen Gruppen; 1,45 Prozent stammten von zwei oder mehr Ethnien ab. 2,67 Prozent der Bevölkerung waren spanischer oder lateinamerikanischer Abstammung.
Von den 35.365 Haushalten hatten 31,4 Prozent Kinder und Jugendliche unter 18 Jahre, die bei ihnen lebten. 51,4 Prozent waren verheiratete, zusammenlebende Paare, 11,2 Prozent waren allein erziehende Mütter, 33,8 Prozent waren keine Familien, 26,1 Prozent waren Singlehaushalte und in 8,3 Prozent lebten Menschen im Alter von 65 Jahren oder darüber. Die Durchschnittshaushaltsgröße betrug 2,46 und die durchschnittliche Familiengröße lag bei 2,97 Personen.
Auf das gesamte County bezogen setzte sich die Bevölkerung zusammen aus 23,1 Prozent Einwohnern unter 18 Jahren, 16,2 Prozent zwischen 18 und 24 Jahren, 29,1 Prozent zwischen 25 und 44 Jahren, 21,1 Prozent zwischen 45 und 64 Jahren und 10,5 Prozent waren 65 Jahre alt oder darüber. Das Durchschnittsalter betrug 32 Jahre. Auf 100 weibliche Personen kamen 96,2 männliche Personen. Auf 100 Frauen im Alter von 18 Jahren alt oder darüber kamen statistisch 93,0 Männer.

Das jährliche Durchschnittseinkommen eines Haushalts betrug 36.151 USD, das Durchschnittseinkommen der Familien betrug 45.142 USD. Männer hatten ein Durchschnittseinkommen von 32.063 USD, Frauen 22.777 USD. Das Prokopfeinkommen betrug 18.847 USD. 10,8 Prozent der Familien und 15,4 Prozent der Bevölkerung lebten unterhalb der Armutsgrenze. Davon waren 17,8 Prozent Kinder oder Jugendliche unter 18 Jahre und 13,8 Prozent waren Menschen über 65 Jahre.

## Orte im County
- Alvaton
- Anna
- Barren River
- Benleo
- Blue Level
- Bowling Green
- Boyce
- Briarwood Manor
- Bristow
- Browning
- Buffalo Fork
- Claypool
- Crestmoor
- Delafield
- Drake
- Eastland Park
- Girkin
- Glenmore
- Gotts
- Greencastle
- Greenhill
- Greenwood
- Guy
- Hadley
- Hardcastle
- Hays
- Hydro
- Indian Hills
- Kepler
- Lost River
- Loving
- Martinsville
- Matlock
- Memphis Junction
- Motley
- Mount Victor
- Oakland
- Petros
- Plano
- Plum Springs
- Polkville
- Pondsville
- Rich Pond
- Richardsville
- Riverside
- Rockfield
- Rockland
- Sand Hill
- Shawnee Estates
- Smiths Grove
- Springhill
- Sunnyside
- Three Forks
- Three Springs
- Tuckertown
- Woodburn